# Toni Leistner
Toni Andreas Leistner, född 19 augusti 1990, är en tysk fotbollsspelare som spelar för belgiska Sint-Truidense.

## Karriär
Den 1 juli 2018 värvades Leistner av Queens Park Rangers, där han skrev på ett treårskontrakt. Den 30 januari 2020 lånades Leistner ut till 1. FC Köln på ett låneavtal över resten av säsongen 2019/2020.
Den 28 augusti 2020 värvades Leistner av Hamburger SV, där han skrev på ett tvåårskontrakt. Den 31 augusti 2021 gick Leistner och HSV skilda vägar efter att kontraktet rivits.
Den 2 september 2021 gick Leistner på fri transfer till den belgiska klubben Sint-Truidense.